# یاسوشی تاکاهاشی
یاسوشی تاکاهاشی (انگلیسی: Yasushi Takahashi؛ ۱۲ دسامبر ۱۹۲۴ – ۱۲ فوریه ۲۰۱۳) فیزیک‌دان نظری ژاپنی بود که برای همسانی وارد–تاکاهاشی شناخته می‌شود.